# Vérfagyasztó (film, 1996)
A Vérfagyasztó (eredeti cím: Curdled) egy 1996-os, amerikai fekete komédia, a rendező (Reb Braddock) 1991-es rövidfilmjének filmváltozata. A forgatókönyvben Quentin Tarantino kéznyoma is megtalálható, ő írta a filmben látható bűnügyi riport szövegét, amiben utalás hallható a szintén általa jegyzett Alkonyattól pirkadatig című horrorfilm karaktereire.

## Történet
|  | Alább a cselekmény részletei következnek! |

Gabriela (Angela Jones) egy Miamiban élő kolumbiai bevándorló, aki kiskorában látott egy meggyilkolt és ablakon kidobott hullát ami lenyűgözte és azóta rögeszméjévé vált, hogy bűnügyekkel foglalkozzon. Újságcikkeket gyűjt a híresebb gyilkosságokról, és meg van róla győződve, hogy ha valakinek levágják a fejét akkor a levágott fej mondhat még néhány szót.
Gabriella egy televíziós reklámot lát, ami arról szól, hogy egy takarítócég vállalja a gyilkosságok utáni takarítást (vérfoltok, emberi maradványok takarítása). A hirdetés láttán egyből felmond és jelentkezik a takarító céghez. A céget Lodger (Barry Corbin) nevű ember irányítja, aki felveszi Gabriellát és beosztja Elena (Mel Gorham) mellé. Gabriella elvállalja, hogy a kedvenc sorozatgyilkosa a 'kékvérű gyilkos' (William Baldwin) után takarítson.
A két takarítónő elmegy a bűncselekmény helyszínére és megkezdi a tisztítását. Elena szorgalmasan dolgozik, hogy minél hamarabb végezzen. Gabriela időközben felfedezi, hogy a vér alatt 'Paul Guell'név van felírva, amit az áldozat írt fel és a gyilkosnak nem volt ideje eltüntetni. A kékvérű gyilkos visszatért az épületbe, hogy eltüntesse a filccel felírt nevet, de véletlenül bezárja magát egy boros pincébe.
Gabriela és Eduardo nevű udvarlója elmennek este a gyilkosság helyszínére. A kékvérű kiszabadul és leüti Eduárdot. Gabriela felkap egy kést, táncolni kezd és megpróbálja rekonstruálni a gyilkosságot a mozgásával, és ezt a kékvérű titokban végignézi.
A gyilkos arra kényszeríti Gabrielát, hogy mondja el szerinte, hogy volt a bűncselekmény. A kékvérű úgy dönt, hogy vele is végez, de a vértócsában elcsúszik és elájul.
Gabriela a puszta kíváncsiságból egy késsel levágja a kékvérű fejét, majd a levágott fej kimondta Gabriela nevét, és ettől a lány elmosolyodott.
|  | Itt a vége a cselekmény részletezésének! |

## Szereplők
| Szerep         | Színész         | Magyar hang    |
| -------------- | --------------- | -------------- |
| Paul Guell     | William Baldwin | Viczián Ottó   |
| Gabriela       | Angela Jones    | Kökényessy Ági |
| Eduardo        | Bruce Ramsay    | Lippai László  |
| Katrina Brandt | Lois Chiles     | Spilák Klára   |
| Lodger         | Barry Corbin    | Papp János     |
| Elena          | Mel Gorham      |                |
| Kelly Hogue    | Kelly Preston   |                |